# Europees kampioenschap crossduatlon 2018
Het Europees kampioenschap crossduatlon 2018 was een door de European Triathlon Union (ETU) georganiseerd kampioenschap voor crossduatleten. De 4e editie van dit Europees kampioenschap ging door te Ibiza op 23 oktober 2018 en maakte aldaar deel uit van de Europese kampioenschappen multisport.

## Resultaten

### Heren
| Plaats | Atleet                   | Tijd    |
| ------ | ------------------------ | ------- |
| 1      | Tim Van Hemel            | 1:19:48 |
| 2      | Camilo Puertas Fernandez | 1:20:44 |
| 3      | Andreas Silberbauer      | 1:20:57 |
| 4      | Emilio Martin            | 1:21:34 |
| 5      | Rui Dolores              | 1:21:36 |
| 6      | Jan Kubicek              | 1:22:46 |
| 7      | Jens Roth                | 1:22:56 |
| 8      | Pavel Andreev            | 1:23:29 |
| 9      | Rui Narigueta            | 1:25:10 |
| 10     | Daan Schouten            | 1:26:05 |

### Dames
| Plaats | Atleet               | Tijd    |
| ------ | -------------------- | ------- |
| 1      | Kristina Lapinova    | 1:36:59 |
| 2      | Daria Rogozina       | 1:38:01 |
| 3      | Sanne Broeksma       | 1:38:23 |
| 4      | Rocio Espada Vazquez | 1:39:09 |
| 5      | Marta Menditto       | 1:40:47 |

Sjabloon:Navigatie Europees kampioenschap crossduatlon